# Lateef Elford-Alliyu
Lateef Elford-Alliyu (* 1. Juni 1992) ist ein englischer Fußballspieler.

## Karriere
Der Angreifer begann seine Karriere im Alter von 15 Jahren in der Jugendmannschaft von West Bromwich Albion. Nachdem er im Jahr 2009 seinen ersten Profivertrag erhalten hatte und in keiner Partie für das Profiteam eingesetzt wurde, verlieh ihn der Verein im Januar 2010 für einen Monat zu Hereford United in die Football League Two.
Am 30. Januar 2010 gab er sein Profidebüt für Hereford, als er von Beginn an in der Auswärtspartie gegen Port Vale auflief. Er wurde in der 72. Minute für Mathieu Manset ausgewechselt. Am 24. Februar 2010 kehrte er nach einem Monat zu West Bromwich Albion zurück. Am 14. Mai 2010 wurde er zusammen mit seinen Teamkollegen Sam Mantom und Kayleden Brown für drei Monate zum isländischen Verein Keflavík ÍF verliehen.
Er nahm mit der englischen U-17-Auswahl an der U-17-Fußball-Europameisterschaft 2009 teil. Die Mannschaft schied in der Gruppenphase mit nur einem Punkt als Letzter aus dem Turnier aus.